# فیلیپ تیموف
فیلیپ تیموف (انگلیسی: Filip Timov؛ زادهٔ ۲۲ مهٔ ۱۹۹۲) یک بازیکن فوتبال اهل جمهوری مقدونیه است.
از باشگاه‌هایی که در آن بازی کرده‌است می‌توان به باشگاه فوتبال ایمپالس و باشگاه فوتبال بانانتس اشاره کرد.